# Emanuele da Como
Emanuele da Como (Como, 1625 – Roma, 18 febbraio 1701) è stato un pittore italiano, presbitero dell'Ordine dei frati minori riformati.

## Biografia

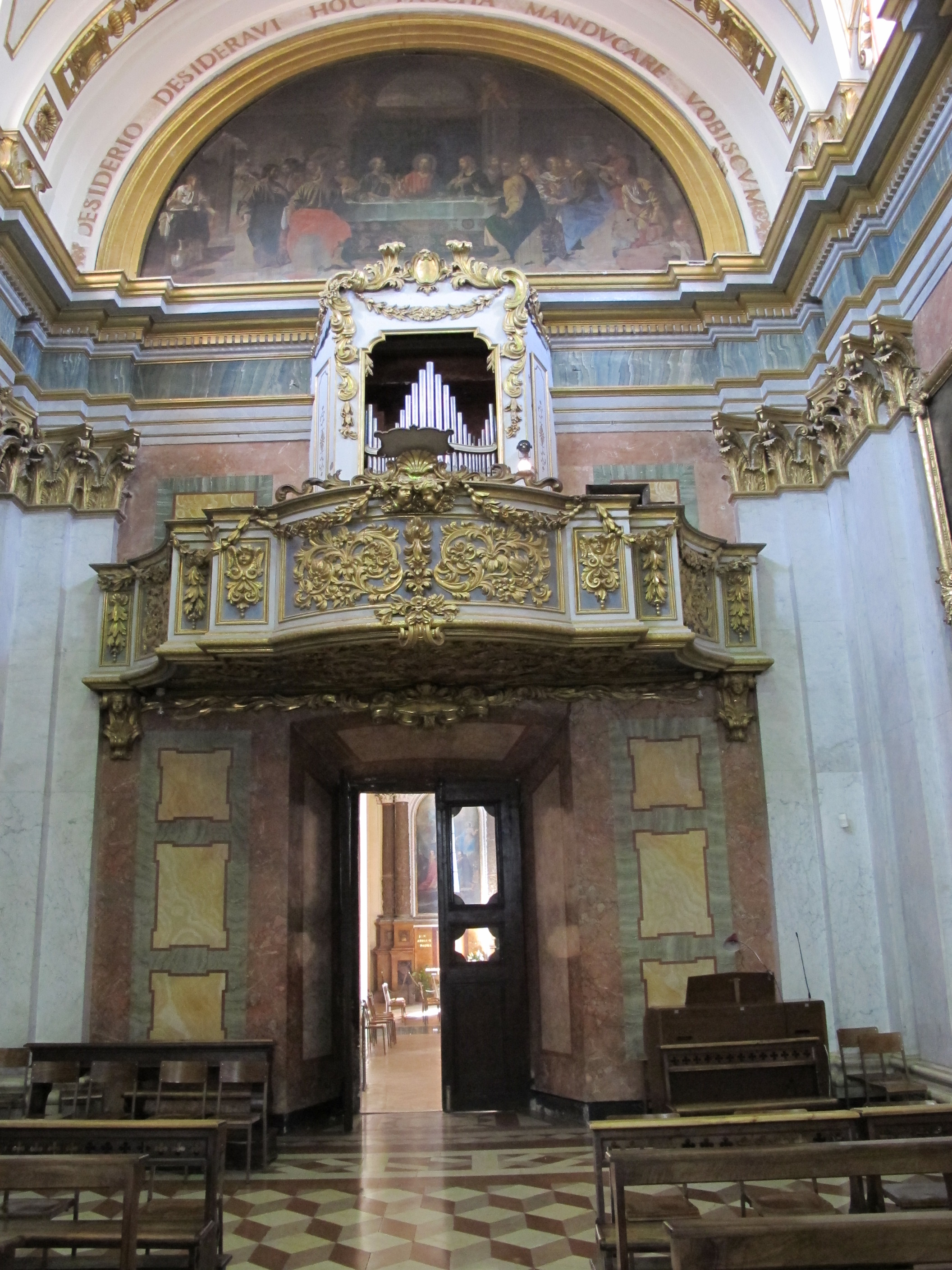
Ultima Cena, Cappella del Santissimo Sacramento della cattedrale di San Rufino di Assisi.

Fu allievo di Agostino Scilla a Messina intorno al 1655, si distinse per il suo stile puro e semplice, il più credibile, nel periodo in cui il gusto per l'arte versava in uno stato deplorevole. Frequenta la bottega insieme ad artisti come Giacinto Scilla, fratello di Agostino, Michele Maffei, Cristoforo Lo Monaco, Antonio La Falce, Antonio Madiona, Giuseppe Balestieri, Placido Celi e altri.
Nel periodo della sua permanenza in Sicilia, frate Emanuele dipinge a Messina gli affreschi del chiostro del convento di Santa Maria in Porto Salvo, che ricoperti di calce durante l'alloggiamento delle truppe inglesi agli inizi del 1800, saranno distrutti insieme con tutte le strutture dal terremoto del 1908. Nello stesso periodo esegue gli affreschi del chiostro del convento francescano di San Fratello, già decadenti nei primi decenni del secolo scorso ed ora ridotti al lumicino, un trittico che si conserva nella chiesa maggiore di Enna - raffigurante Gesù in croce ritratto con Mosè e Geremia, vari misteri del Vecchio Testamento - e un quadro con la Madonna degli Angeli custodito nella chiesa di Santa Maria degli Angeli del convento dell'Ordine dei frati minori cappuccini di Petralia Sottana.
Attività e lavori coprono tutto l'arco della penisola con commesse, provenienti prevalentemente da istituzioni dell'Ordine d'appartenenza, raggruppabili per periodo ed area geografica. Documentato inizialmente nella città di Como, lascia tracce della sua opera a Roma, Assisi, Rieti, nella provincia siciliana, nell'area aretina, parmense e piemontese. I conventi, sebbene non appartenessero alla categoria dei ricchi committenti, hanno potuto permettere la realizzazione di opere pittoriche con fondi propri, oppure grazie al mecenatismo dei fedeli.
Fra Emanuele da Como morì a Roma il 18 febbraio del 1701.

## Opere

### Periodo comasco
- XVII secolo, Ultima Cena,[1] dipinto, opera commissionata per la chiesa di Santa Croce, opera transitata nel primitivo seminario vescovile, oggi custodita nel centro pastorale «Cardinal Ferrari», ex Seminario maggiore di Como.
- 1670, Ciclo, affreschi, opere realizzate nel chiostro, ove sono raffigurate Storie di San Francesco, sia nella prima cappella (corridoio) a destra del convento dell'Ordine dei frati minori riformati della chiesa della Madonna delle Lacrime (Madonna del Fiume) di Dongo.
- Basilica di San Giacomo di Como:
  - XVII secolo, Pietà e santi francescani,[1] dipinto su tela, opera identificata con il quadro proveniente dalla chiesa di Santa Croce.
  - XVII secolo, Crocifissione e santi francescani.
  - XVII secolo, Santo Vescovo.
- 1654 - 1659, Pietà con San Bernardino da Siena, Santa Chiara d'Assisi e San Ludovico d'Angiò, olio su tela, opera custodita nella Cappella di San Vittore della chiesa di San Giovanni Evangelista di Galbiate.

### Provincia romana

#### Altre località
- 1689, San Vito martire, dipinto realizzato per volontà di Ludovico da Modena, opera commissionata per il convento dei Padri Francescani, (costruito nel 1629 dal cardinale Scipione Borghese) della chiesa di Santa Maria di Gesù di Artena già Montefortino, oggi al Museo del Collegio francescano di Santa Maria del Gesù.

- 1698, Ultima Cena, affresco del refettorio del convento di San Francesco della chiesa di Santa Maria Assunta di Castel Gandolfo.

- 1674 - 1701, Martiri Gorgomiesi o Martiri di Gorcum, olio su tela, opera eseguita per la chiesa di San Bonaventura di Frascati.

- 1688, Sant'Antonio di Padova ritratto fra arabeschi, seta dipinta, opera documentata nella chiesa di Santa Maria degli Angeli di Mentana.

#### Roma
- 1672, Ciclo,[4] affreschi documentati nell'Aula Maxima e nel chiostro del Collegio francescano della chiesa di Sant'Isidoro a Capo le Case, facente parte della Provincia francescana irlandese dell'Ordine dei frati minori scalzi.
- 1684, Ultima Comunione di San Girolamo ispirata all'omonima opera del Domenichino dalla Cappella di San Girolamo della Cartà dell'abbazia di San Giovanni Evangelista di Parma, commissione del cardinale César d'Estrées che lo invitò a copiare alcuni capolavori di scuola italiana, opera oggi custodita nella Pinacoteca Vaticana.
  - 1684, Martirio di San Placido, opera copiata dall'abbazia di San Giovanni Evangelista di Parma.[5]
- 1692, Ultima Cena, dipinto su tela, opera documentata a Roccantica, attualmente conservata nel Seminario lateranense.

- Convento della chiesa di San Francesco a Ripa:[6]
  - 1682, San Diego raffigurato mentre unge gli infermi con l'olio della lampada che arde davanti al quadro di Maria Immacolata, olio su tela, opera documentata nella Cappella dell'infermeria, oggi nei locali del Museo di San Carlo da Sezze presso la chiesa;
  - Sant'Anna, la Madonna ed il Bambino, olio su tela, opera documentata nella Cappella dell'infermeria;
  - 1696 10 aprile, Ultima Cena, olio su tela, opera documentata nel refettorio;
  - Ciclo, affreschi eseguiti sui pennacchi della Cappella del Crocifisso, oggi molto deteriorati;
  - San Clemente Martire, olio su tela, opera documentata nella Cappella del Crocifisso;
  - San Francesco, dipinto, opera elencata fra i quadri della sacrestia;
  - 1700 16 giugno, Ciclo, affreschi chiostro raffiguranti Storie di San Francesco e Glorie di Santi francescani.[7]
- XVII secolo, San Bonaventura ritratto con la Santissima Trinità, Santa Rosa e Santa Agnese, olio su tela, opera commissionata per la Cappella dell'Infermeria della chiesa di San Bonaventura al Palatino.
- XVII secolo, Immacolata e Santi, olio su tela, opera documentata nella sacrestia della chiesa di San Pietro in Montorio.
- XVII secolo, Dipinto, affresco nel refettorio del convento dell'Ordine dei frati minori riformati della chiesa di San Pietro in Montorio.

#### Provincia di Rieti

##### Rieti
- 1644, Visione della regola, olio su rame, opera custodita o sull'altare della Cappella di San Michele Arcangelo del Santuario di Fonte Colombo di Rieti.
- 1674 - 1701, Sant'Antonio con Gesù Bambino per il convento di San Diego presso la chiesa suburbana di San Sebastiano di Salisano in Sabina.

##### Roccantica
Convento dell'Ordine dei frati minori riformati di Sant'Antonio di Padova:
- 1690, San Giovanni da Capistrano, dipinto.
- 1692, Cena di Nostro Signore, il quadro collocato a dimora nel 1692 nel convento oggi è custodito nel Seminario lateranense.
- XVII secolo, San Francesco e Santa Chiara raffigurati fra angeli, dipinto.
- XVII secolo, San Francesco dona i cordoni ai devoti raffigurato fra vari santi francescani, olio su tela, opera documentata.

#### Provincia di Viterbo
- 1674 - 1701, Vergine col Bambino ritratta seduta col pargolo sul ginocchio destro, olio su tela, opera documentata nella chiesa di Santa Maria del Poggio di Soriano nel Cimino.
- 1674 - 1701, Eterno Padre benedicente, olio su tela, opera documentata nella chiesa di Santa Maria del Poggio di Soriano nel Cimino.

### Provincia umbra
- 1696, Ultima Cena, dipinto su tela, opera autografa «Fr. Emmanuel a Como Strict. Obser. ex Prov. Romae pingebat 1696» del lunettone realizzato nella controfacciata della Cappella del Santissimo Sacramento della cattedrale di San Rufino di Assisi.
- 1660 - 1663, Ciclo, affreschi documentati nella cattedrale di San Rufino di Assisi.
- 1660 - 1663, Ciclo, affreschi documentati nella chiesa nuova di Assisi.

### Provincia siciliana
- XVII secolo, Ciclo, affreschi documentati nel chiostro del primitivo convento dell'Ordine dei frati minori riformati di San Francesco, i quali giunti a Messina nel 1610, ottenevano l'uso regolamentato della chiesa di Santa Maria di Porto Salvo.
- XVII secolo, Ciclo, affreschi raffiguranti episodi di vita di santi francescani e fatti concernenti i frati dell'ordine, nelle 20 lunette del chiostro del convento di Santa Maria di Gesù della chiesa di Maria Santissima Assunta (dopo la frana del 1922 attuale duomo e santuario diocesano dedicato a San Benedetto il Moro) di San Fratello.[8]
- XVII secolo, Ultima Cena, affresco nel refettorio del convento dell'Ordine dei frati minori riformati di Petralia Sottana.
- 1663c., Madonna degli Angeli ritratta con Gesù e San Francesco inginocchiato, dipinto su commissione del barone Pietro di Figlia, principale benefattore della chiesa di Santa Maria degli Angeli del convento dell'Ordine dei frati minori riformati di Petralia Sottana.

### Provincia piemontese
- 1660, Natività di Gesù, dipinto, opera custodita sull'altare maggiore del convento dell'Ordine dei frati minori riformati della chiesa di Santa Maria della Pace di Chieri.

### Provincia toscana
- 1670, Ciclo, affreschi alla Verna (Chiusi) fra la chiesa maggiore e quella delle Stimmate, narrano, in innumerevoli scene, la vita di san Francesco. Dei 21 grandi riquadri è giunta fino a noi solo la Morte di san Francesco.[9] In una scala figura la Madonna della Scala o Madonna con Bambino raffigurata con san Lorenzo e Santa Chiara.[10]
- Basilica Maggiore del Santuario:
  - 1670, Il Bambino Gesù appare a sant'Antonio, olio su tela.[11]
  - 1670, San Michele Arcangelo con gli arcangeli Raffaele e Gabriele, olio su tela, opera destinata alla Cappella di San Michele Arcangelo del Santuario.[12]
  - 1670, La Madonna dona un pomo a san Francesco, affresco, brano staccato e trasportato su tela, opera custodita nella clausura del convento.[13]

### Provincia emiliana
- 1684, Martirio di San Placido, dipinto, opera duplicata dall'originale dell'abbazia di San Giovanni Evangelista di Parma.
- 1684, Ultima Comunione di San Girolamo, dipinto, opera duplicata dall'originale del Domenichino dalla Cappella di San Girolamo della Cartà dell'abbazia di San Giovanni Evangelista di Parma.

## Galleria d'immagini

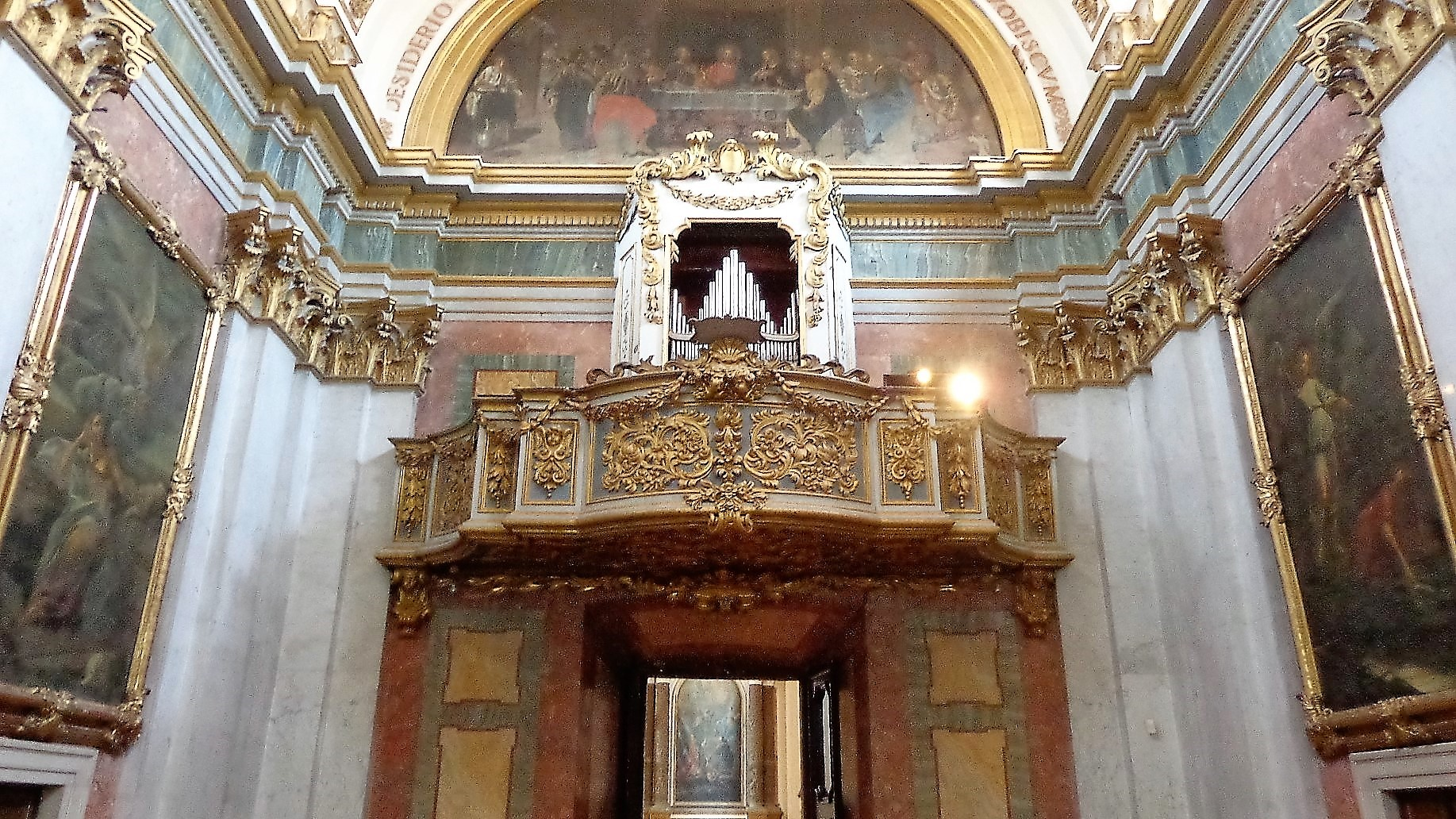
Ultima Cena, Cappella del Santissimo Sacramento della cattedrale di San Rufino di Assisi
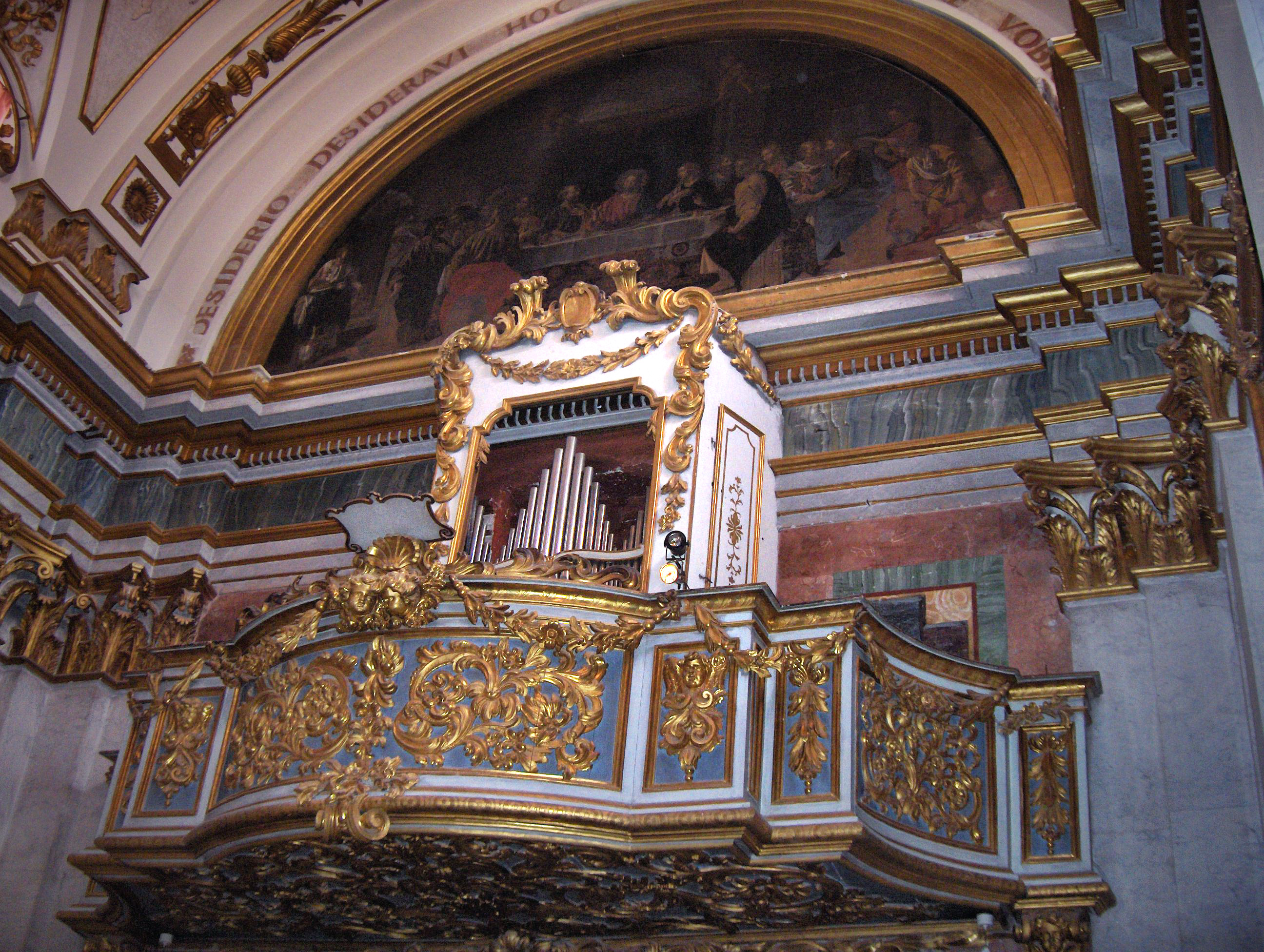
Ultima Cena, Cappella del Santissimo Sacramento della cattedrale di San Rufino di Assisi